# Terre de Grant
La Terre de Grant est la partie nord de l'île d'Ellesmere au Nunavut (Canada). 
Le cap Columbia à son extrémité se situe à 769 km du Pôle Nord et a été utilisé comme base par l’expédition Peary en 1909.

## Histoire
Otto Sverdrup atteint la pointe nord-ouest de la terre de Grant le 8 mai 1902. C'est le point le plus septentrional atteint par l'expédition. 